# Furiosa: Saga Mad Max
Furiosa: Saga Mad Max (ang. Furiosa: A Mad Max Saga) – australijsko-amerykański film akcji z 2024 roku w reżyserii George’a Millera.
Obraz jest zarówno spin-offem jak i prequelem filmu Mad Max: Na drodze gniewu z 2015 roku, a także piątą odsłoną z serii Mad Max.

## Obsada
- Anya Taylor-Joy jako Furiosa
  - Alyla Browne jako mała Furiosa
- Chris Hemsworth jako Dementus
- Tom Burke jako pretorianin Jack
- Nathan Jones jako Rictus Erectus
- Angus Sampson jako organiczny mechanik
- Lachy Hulme jako Wieczny Joe i Rizzdale Pell
- Charlee Fraser jako matka Furiosy
- Quaden Bayles jako War Pup
- Daniel Webber jako War Boy

## Produkcja i premiera
Reżyser George Miller stworzył wstępny scenariusz filmu jeszcze przed rozpoczęciem zdjęć do Mad Max: Na drodze gniewu, aby zapewnić obsadzie wystarczającą ilość szczegółów. Po jego premierze Miller powiedział, że nie ma nic przeciwko opowiedzeniu historii Furiosy w przyszłych produkcjach. W tym samym roku pojawiły się doniesienia o jego współpracy z Charlize Theron nad prequelem. Jednak prace nad filmem wstrzymano z powodu różnic między Millerem a wytwórnią Warner Bros. Reżyser nie odnosił się do projektu do lipca 2019 roku, kiedy to przyznał, że film najprawdopodobniej powstanie. W maju 2020 roku oficjalnie potwierdzono, że prequel Furiosy jest w produkcji, ale Theron nie powróci do swojej roli. Według Millera rozważano jej komputerowe odmłodzenie, ale ostatecznie zdecydowano się na obsadzenie w tej roli młodszej aktorki.
W październiku 2020 roku ogłoszono, że główną rolę zagra Anya Taylor-Joy. W obsadzie mieli się również znaleźć Chris Hemsworth i Yahya Abdul-Mateen II, ale ten drugi został w listopadzie 2021 roku zastąpiony przez Toma Burke’a, z powodu problemów z harmonogramem. Wraz z rozpoczęciem zdjęć ogłoszono powrót Nathana Jonesa i Angusa Sampsona.
W maju 2022 roku portal Deadline potwierdził w wywiadzie z George’em Millerem, że druga ekipa filmowa rozpoczęła w Australii zdjęcia. Realizowano je w Hay oraz w Silverton w Nowej Południowej Walii. Natomiast główne zdjęcia rozpoczęły się 1 czerwca 2022 roku i zakończyły we wrześniu tego samego roku (realizowano je również w Australii).
Film miał premierę 15 maja 2024 roku na 77. Międzynarodowym Festiwalu Filmowym w Cannes.

## Odbiór

### Box office
Film przyniósł około 67,5 miliona dolarów przychodu z biletów w USA i Kanadzie oraz równowartość ponad 105 milionów w pozostałych krajach; w sumie blisko 173 mln dolarów.

### Reakcja krytyków
Film spotkał się z dobrą reakcją krytyków. W agregatorze recenzji Rotten Tomatoes 90% z 404 recenzji uznano za pozytywne, a średnia ocen wystawionych na ich podstawie wyniosła 7,9 na 10. Z kolei w agregatorze Metacritic średnia ważona ocen z 64 recenzji wyniosła 79 na 100.